# 阮福膺䘗
阮福膺䘗（越南语：／，1866年2月14日—1927年6月9日），越南阮朝嘉兴王阮福洪休第七子。

## 生平
阮福膺䘗出生於嗣德十八年十二月廿九日（1866年2月14日）。
建福元年（1884年），父親阮福洪休被指洩露軍國機密，被革除封爵。他和其他六位兄弟也因此被剝奪皇室身份，降為尊室，更名尊室䘗，送到各地安插。第二年，同慶帝即位，為阮福洪休平反，追復其為嘉興公，阮福膺䘗和兄弟也恢復了皇室身份，並襲爵為嘉興縣侯。成泰二年（1890年），因成泰帝追復父親為嘉興郡王，阮福膺䘗按規定晉襲嘉兴郡公（越南语：／）。後被任命為尊人府左尊卿。
啟定五年（1920年），膺䘗以左尊卿的身份被任命為兼攝尊人府務大臣，並授協佐大學士銜，後加太子少保銜。啟定七年（1922年），膺䘗休致。保大二年（1927年6月9日），阮福膺䘗去世，葬于承天府香水縣居正總楊春上社。

## 家庭
- 子阮福寶徵，襲封嘉興鄉公
  - 孫阮福永祿（Vĩnh Lộc），越南共和國中將
  - 孫阮福永表（Vĩnh Biểu）
  - 孫阮福永壽（Vĩnh Thọ）